# Swing Fever
Swing Fever é um álbum colaborativo do cantor britânico Rod Stewart e do compositor Jools Holland, lançado em 23 de fevereiro de 2024. Apresenta a Orquestra de R&B da Holanda e contém covers de canções da era das big bands.

## Recepção

### Crítica
| Críticas profissionais | Críticas profissionais |
| Avaliações da crítica  | Avaliações da crítica  |
| Fonte                  | Avaliação              |
| ---------------------- | ---------------------- |
| AllMusic               | [ 1 ]                  |
| Hot Press              | 7.5/10                 |
| i                      | [ 3 ]                  |
| The Telegraph          | [ 4 ]                  |
| The Clinch Review      | (Positiva)             |

Stephen Thomas Erlewine do AllMusic descreveu-o como "um disco impregnado de jump blues, boogie woogie e outras formas de R&B. Em termos de formato, não está muito distante dos álbuns Great American Songbook de Stewart, geralmente baseados em canções escritas antes do surgimento do rock & roll. Neil McCormick do The Telegraph declarou que "juntos, Stewart e Holland abordam essas canções clássicas como se estivessem tentando atear fogo no salão de baile" e que "embora não haja nada radical ou novo aqui, a alegria sempre soa fresca, e Stewart parece estar se divertindo muito".
Jackie Hayden do Hot Press afirmou que "a voz envelhecida e rouca de Stewart ainda pode dar certo, como essas 13 versões de músicas clássicas provam". Ele também escreveu que Holland "também não é desleixado" com suas contribuições para "Sentimental Journey", "Them There Eyes" e "Frankie and Johnny". Ed Power do i sentiu que "tirar a atenção de Rod Stewart sem abrir a boca uma vez é uma grande conquista. É isso que Holland faz em uma coleção vigorosa, mas sutilmente deficiente."

### Comercial
Na UK Albums Chart de 1 de março de 2024, o álbum estreou em primeiro lugar, o que o tornou o primeiro álbum número um de Holland e o 11º de Stewart.

## Faixas
| N.º            | Título                       | Compositor(es)                                               | Arranjador(es)             | Duração |  |
| 1.             | "Lullaby of Broadway"        | Harry Warren Al Dubin                                        | Derek Nash                 | 5:02    |  |
| 2.             | "Oh Marie"                   | Eduardo di Capua Vincenzo Russo Louis Prima Alfredo Mazzuchi | Nash                       | 2:33    |  |
| 3.             | "Sentimental Journey"        | Les Brown Bud Green Ben Homer                                | Fayyaz Virji               | 2:54    |  |
| 4.             | "Pennies from Heaven"        | Johnny Burke Arthur Johnston                                 | Nash                       | 2:58    |  |
| 5.             | "Night Train"                | Oscar Washington James R. Forrest Lewis C. Simpkins          | Jonathan Scott             | 2:56    |  |
| 6.             | "Love Is the Sweetest Thing" | Ray Noble Charles Wilmott                                    | Jools Holland Phil Veacock | 2:55    |  |
| 7.             | "Them There Eyes"            | Maceo Pinkard Doris Tauber William G. Tracey                 | Nash                       | 2:24    |  |
| 8.             | "Good Rockin' Tonight"       | Roy Brown                                                    | Scott                      | 2:50    |  |
| 9.             | "Ain't Misbehavin'"          | Andy Razaf Harry Brooks Thomas Fats Waller                   | Holland Veacock            | 2:26    |  |
| 10.            | "Frankie and Johnny"         |                                                              | Rod Stewart Veacock        | 3:02    |  |
| 11.            | "Walkin' My Baby Back Home"  | Roy Turk Fred Ahlert                                         | Veacock                    | 2:18    |  |
| 12.            | "Almost Like Being in Love"  | Alan Jay Lerner Frederick Loewe                              | Nash                       | 2:39    |  |
| 13.            | "Tennessee Waltz"            | Pee Wee King Redd Stewart                                    | Nash                       | 3:20    |  |
| Duração total: | Duração total:               | Duração total:                                               | Duração total:             | 38:17   |  |

## Paradas musicais
| Parada (2024)                         | Melhor posição |
| ------------------------------------- | -------------- |
| Austrália (ARIA)                      | 19             |
| Áustria (Ö3 Austria Top 40)           | 4              |
| Bélgica (Ultratop Flandres)           | 26             |
| Bélgica (Ultratop Valônia)            | 139            |
| Croácia (HDU)                         | 30             |
| Alemanha (Offizielle Deutsche Charts) | 4              |
| Hungria (MAHASZ)                      | 20             |
| Irlanda (Official Irish Albums)       | 45             |
| Japão (Oricon)                        | 48             |
| Japão (Billboard Japan)               | 73             |
| Portugal (AFP)                        | 63             |
| Escócia (Official Scottish Albums)    | 2              |
| Espanha (PROMUSICAE)                  | 63             |
| Suíça (Schweizer Hitparade)           | 5              |
| Reino Unido (Official Albums Chart)   | 1              |